# Tricentra ascostista
Tricentra ascostista là một loài bướm đêm trong họ Geometridae.